# Tomás (prefeito pretoriano)
Tomás (em latim: Thomas; em grego: Θωμάς; romaniz.: Tho̱más) foi um oficial bizantino do século VI, ativo na Prefeitura pretoriana da África durante o reinado dos imperadores Justiniano (r. 527–565), Justino II (r. 565–578) e Tibério II (r. 574–582).

## Vida

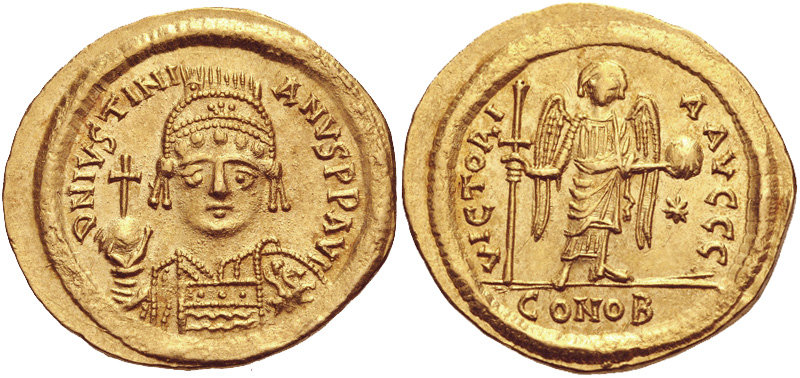
Soldo de Justiniano r.

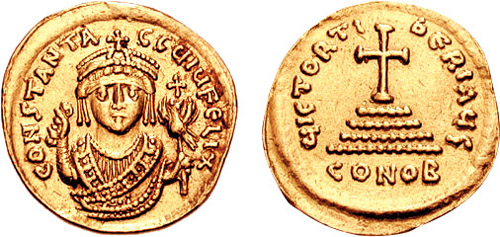
Soldo de r.

As origens e início da carreira de Tomás são desconhecidos. Em 563, em decorrência do assassinato do líder tribal Cusina, uma revolta moura eclodiu na prefeitura pretoriana da África. Justiniano ordenou que Marciano se deslocasse à região para debelar a revolta e deve ter sido acompanhado por Tomás. A revolta acabou rápida e pacificamente e Tomás deve ter sido empossado como prefeito pretoriano, em substituição de João Rogatino. Coripo, quiçá escrevendo em 566, louvou seu papel para o restabelecimento da paz na província. É provável que permaneceu no ofício até 565, pois em 566 parece que estava em Constantinopla e foi um dos oficiais que encorajaram Coripo a escrever seu panegírico em louvor de Justino II; os outros foram Anastácio, Magno, Teodoro e Demétrio.
Tomás reocupou a posição de prefeito pretoriano da África alguns anos depois, mas é incerto o momento exato quando foi reempossado. Algumas inscrições (CIL VIII.1434, de Tubúrsico Bure (atual Teburçuque); CIL VIII.10498, de Sidi Gueribe, ao sudeste de Bizacena; Durliat N.º 27, de Anastaciana, ao sul de Proconsular; CIL. VIII.2245, de Máscula; e AE 1948, 108, de Tíbaros, Proconsular) atestam seu segundo mandato e registram trabalhos de construção e a renomeação de localidades da região em honra a Tibério II (r. 578–582) e sua esposa Anastácia. A datação das inscrições é desconhecida. É improvável que Tomás tenha ocupado ininterruptamente o ofício, pois além de provavelmente ter se dirigindo para Constantinopla em 566, sabe-se que em 570 o ofício era ocupado por Teodoro. O cenário mais provável é que foi reconduzido à África após 569/71, quando os bizantinos sofreram revezes contra revoltosos locais, na expectativa de que pudesse pacificar a província. Depois de reempossado por Justino II, permaneceria na posição ao longo do reinado de Tibério II.